# Mercedes Palomino
Mercedes Palomino est une femme de théâtre canadienne, née le 2 février 1913 à Barcelone en Espagne et décédée le 18 avril 2006 à Montréal. 

## Biographie
Tour à tour comédienne, metteure en scène, journaliste et réalisatrice à la radio du Service international de Radio-Canada, son rôle le plus marquant aura été  celui de directrice administrative du Théâtre du Rideau Vert qu'elle a cofondé avec sa compagne Yvette Brind’Amour, en novembre 1948, et qu'elle a tenu jusqu'à son décès.
Elle a obtenu la nationalité canadienne en 1953.

## Honneurs
- 1983 - Membre de l'Ordre du Canada
- 1984 - Prix Victor-Morin
- 1991 - Prix Gascon-Thomas
- 1992 - Prix des arts de la scène du Gouverneur général
- 1994 - Chevalier de l'Ordre national du Québec